# 2024 год в спорте
Список 2024 год в спорте описывает спортивные события 2024 года.

## События

### Январь
- 26 декабря — 5 января — чемпионат мира по хоккею среди молодёжных команд ( Гётеборг, Швеция).
- 5—7 января — чемпионат Европы по конькобежному спорту ( Херенвен, Нидерланды)[1].
- 10—14 января — чемпионат Европы по фигурному катанию ( Каунас, Литва)[2].
- 10—28 января — 16-й чемпионат Европы по гандболу среди мужчин ( Германия)[3].
- 12 января—10 февраля — финальный турнир кубка Азии по футболу ( Катар)[4].
- 13 января—11 февраля — кубок африканских наций ( Кот-д'Ивуар).
- 14—28 января — Открытый чемпионат Австралии по теннису ( Мельбурн, Австралия).
- 19—21 января — чемпионат четырёх континентов по конькобежному спорту ( Солт-Лейк-Сити, США)[1].
- 19 января—2 февраля — IV Зимние юношеские Олимпийские игры ( Канвондо, Южная Корея).

### Февраль
- 2—18 февраля — чемпионат мира по водным видам спорта ( Доха, Катар).
- 7—18 февраля — чемпионат мира по биатлону ( Нове-Место-на-Мораве, Чехия).
- 12—18 февраля — чемпионат Европы по борьбе ( Бухарест, Румыния).
- 12—20 февраля — чемпионат Европы по тяжёлой атлетике ( София, Болгария)[5].
- 15—18 февраля — чемпионат мира по конькобежному спорту на отдельных дистанциях ( Калгари, Канада)[1].
- 15—25 февраля — чемпионат мира по пляжному футболу ( Дубай, ОАЭ).
- 16—25 февраля — чемпионат мира по настольному теннису среди команд ( Пусан, Южная Корея).
- 24 февраля—6 марта — 6-е Азиатские игры по боевым искусствам и состязаниям в помещениях[англ.] ( Бангкок, Таиланд)[6].

### Март
- 1—3 марта — чемпионат мира по лёгкой атлетике в помещении ( Глазго, Великобритания).
- 4—23 марта — 13-е Африканские игры ( Аккра, Гана)
- 7—10 марта — чемпионат мира по конькобежному спорту в классическом многоборье и спринтерском многоборье ( Инцелль, Германия)[1].
- 18—24 марта — чемпионат мира по фигурному катанию ( Монреаль, Канада).
- 30 марта — 7 апреля — чемпионат мира по кёрлингу среди мужчин ( Шаффхаузен, Швейцария).

### Апрель
- 3—25 апреля — турнир претендентов по шахматам среди мужчин и среди женщин ( Торонто, Канада).
- 5—13 апреля — чемпионаты Америки по международным шашкам среди мужчин и среди женщин ( Сан-Хосе, Коста-Рика)
- 9—21 апреля — чемпионаты Азии по международным шашкам, бразильским, русским и турецким шашкам ( Ташкент, Узбекистан)
- 18—28 апреля — чемпионат Европы по боксу ( Белград, Сербия)
- 20 апреля—6 мая — чемпионат мира по снукеру ( Шеффилд, Англия)

### Май
- 1—8 мая — чемпионат мира по международным шашкам среди команд ( Албуфейра, Португалия).
- 2—4 мая — чемпионат Азии по художественной гимнастике ( Ташкент, Узбекистан)
- 3—5 мая — кубок Европы по художественной гимнастике ( Баку, Азербайджан)[7]
- 4—26 мая — шоссейный гранд-тур Джиро д’Италия ( Италия)
- 7 мая—13 мая — чемпионат Европы по самбо ( Нови-Сад, Сербия)[8]
- 8—12 мая — 2-й чемпионат мира по португальским шашкам ( Албуфейра, Португалия)
- 8—12 мая — чемпионат Европы по карате[англ.] (, Задар, Хорватия)[9]
- 9—12 мая — чемпионат Европы по тхэквондо ( Белград, Сербия)[10]
- 9—12 мая — чемпионат Европы по паратхэквондо ( Белград, Сербия)[11]
- 10—26 мая — 87-й чемпионат мира по хоккею с шайбой ( Прага и Острава, Чехия).
- 16—26 мая — чемпионат Азии по спортивной гимнастике среди мужчин[англ.] и среди женщин[англ.] ( Ташкент, Узбекистан)
- 17—25 мая — чемпионат мира по параатлетике ( Кобе, Япония)[12]
- 19—24 мая — чемпионат мира по дзюдо ( Абу-Даби, ОАЭ)[13]
- 20—26 мая — чемпионат Европы по борьбе среди спортсменов до 23 лет ( Баку, Азербайджан).
- 20 мая—9 июня — Открытый чемпионат Франции по теннису ( Париж, Франция).
- 22 мая — финал Лиги Европы УЕФА 2024 ( Дублин, Ирландия). Победитель —  «Аталанта»
- 22—26 мая — чемпионат Европы по художественной гимнастике ( Будапешт, Венгрия)[14]
- 29 мая — финал Лиги конференций УЕФА 2024 ( «Айя-София», Афины, Греция)
- 31 мая — 2 июня — чемпионат Европы по капоэйро ( Будапешт, Венгрия)[15]

### Июнь
- 1 июня — финал Лиги чемпионов УЕФА 2024 ( «Уэмбли», Лондон)
- 1—9 июня — чемпионат Европы по мини-футболу EMF 2024[англ.] ( Сараево, Босния и Герцеговина)[16][17]
- 2—7 июня — чемпионат Европы по международным шашкам среди мужчин и среди женщин ( Кьянчано-Терме, Италия)
- 7—12 июня — чемпионат Европы по лёгкой атлетике (, Рим)[18]
- 8—9 июня — Финал четырёх Лиги чемпионов ЕГФ ( «Ланксесс-Арена», Кёльн)
- 10—23 июня — чемпионат Европы по водным видам спорта ( Белград, Сербия)
- 12—23 июня — спортивные игры стран БРИКС ( Казань, Россия)
- 14 июня—14 июля — чемпионат Европы по футболу ( Германия).
- 18—23 июня — чемпионат Европы по фехтованию ( Базель, Швейцария).
- 20 июня—14 июля — кубок Америки по футболу ( США).
- 29 июня—21 июля — Тур де Франс ( Франция)

### Июль
- 1—14 июля — Уимблдонский турнир по теннису ( Лондон, Великобритания).
- 26 июля — 11 августа — XXXIII летние Олимпийские игры ( Париж, Франция).

### Август
- 17 августа—8 сентября — Вуэльта Испании ( Испания)
- 16—24 августа — чемпионат мира по фризским шашкам ( Харлинген, Нидерланды)
- 19 августа—8 сентября — Открытый чемпионат США по теннису ( Нью-Йорк, США).
- 28 августа—8 сентября — XVII летние Паралимпийские игры ( Париж, Франция).

### Сентябрь
- 5—15 сентября — чемпионат мира по русским шашкам среди мужчин и среди женщин ( Московская область, Одинцовский городской округ, территория Военно-патриотического парка «Патриот», Россия)[19]
- 7—8 сентября — Открытый чемпионат Европы по кёкусин-кан каратэ ( Клуж-Напока, Румыния)[20]
- 10—23 сентября — Шахматная олимпиада ( Будапешт, Венгрия)
- 19—22 сентября — чемпионат мира по спортивной акробатике ( Гимарайнш, Португалия)[21]
- 24—27 сентября — чемпионат мира по чекерсу среди женщин по версии 3-Moves ( Корбах, Германия)

### Октябрь
- 1 октября — Старт Лиги чемпионов ФИБА 2024/2025[англ.][22]
- 15—20 октября — чемпионат Европы по настольному теннису ( Линц, Австрия)
- 16—20 октября — чемпионат мира по трековому велоспорту[англ.] ( Баллеруп, Дания).
- 22 октября—3 ноября — чемпионат мира по боксу среди юношей и девушек до 19 лет ( Будва, Черногория)[23][24]
- 27 октября—10 ноября — чемпионат мира по международным шашкам среди юниоров и среди девушек ( Шклярска-Поремба, Польша).
- 28—31 октября — чемпионат мира по борьбе ( Тирана, Албания).

### Ноябрь
- 1—11 ноября — чемпионат мира по русским шашкам среди юношей и среди девушек ( Аланья, Турция)[25]
- 7—20 ноября — чемпионат Европы по шахматам (, Петровац-на-Мору)[26][27][28]
- 15—17 ноября — чемпионат четырёх континентов по конькобежному спорту ( Хатинохе; Япония)[1]
- 25 ноября—13 декабря — матч за звание чемпиона мира по шахматам ( Сентоса, Сингапур)
- 28 ноября—12 декабря — чемпионат Азии по боксу ( Чиангмай, Таиланд)[29]

### Декабрь
- 5—16 декабря — чемпионат Африки по международным шашкам среди мужчин и среди женщин ( Уагадугу, Буркина-Фасо)
- 6—11 декабря — чемпионат Европы по шахматам (рапид и блиц) ( Скопье, Северная Македония)[30][31]
- 6—15 декабря — чемпионат мира по тяжёлой атлетике ( Манама, Бахрейн)[32]
- 18—31 декабря — матчи за звание чемпиона мира по международным шашкам среди мужчин и среди женщин ( Вагенинген, Нидерланды)[33]
- 26—31 декабря — чемпионат мира по рапиду и блицу ( Нью-Йорк, США)[34]